# 莆田学院仙游校区
莆田学院仙游校区是莆田学院过去的一个校区，位于福建省莆田市仙游县。2019年10月起，该校区的师生陆续搬迁至莆田学院新校区。现已关闭。
莆田学院仙游校区的历史可追溯至1902年由金石山书院改办的官立金石小学堂。2013年10月，福建省仙游师范学校并入莆田学院；同年12月，改建为莆田学院仙游校区。
莆田学院仙游校区有本科和五年制专科两个办学层次。本科院系有基础教育学院，以及文化传播学院、数学学院、管理学院、商学院、工艺美术学院等本科院系一年级新生。五年制专科有初等教育和学前教育两个专业。曾有本科和五年制专科在校学生2300多人。